# Santa Colomba de Somoza
Santa Colomba de Somoza település Spanyolországban, León tartományban. Lakosainak száma 494 fő (2024).

## Földrajza
Santa Colomba de Somoza Brazuelo, Astorga, Val de San Lorenzo, Luyego, Lucillo, Ponferrada, Molinaseca, Castropodame és Torre del Bierzo községekkel határos.

## Népesség
A település lakosságának változását az alábbi diagram mutatja:
| Lakosok száma | 460  | 498  | 503  | 464  | 505  | 518  | 498  | 511  | 529  | 494  |
|               | 2001 | 2004 | 2007 | 2009 | 2012 | 2014 | 2017 | 2019 | 2022 | 2024 |